# OpenFeint
OpenFeint — соціальна платформа та програма для iOS (віднедавна доступна і для Android). Розроблена компанією Aurora Feint. Платформа дозволяє розробникові інтегрувати у власну програму підтримку соціальних мереж — додавати друзів, переглядати таблиці рейтингів у іграх, форуми, чати та т.ін. Використовується в багатьох програмах для iPhone. Подібними соціальними платформами для iPhone є Plus+, Crystal, Gameloft Live, Scorel∞p, Geocade, and agon•.

## Історія
OpenFeint запустили 2009 року, 17 лютого. У липні 2009 запрацювала OpenFeint 2.0 — платформа набрала більш ніж 1 мільйон активних користувачів протягом 1 місяця, станом на 15 липня 2009. Також ця версія стала безплатною для розробників програм.
Гендиректор та засновник OpenFeint — Джейсон Цитрон (Jason Citron).
Станом на січень 2010 понад 900 програм у App Store використовують OpenFeint, у системі зареєстровано понад 10 мільйонів користувачів . Після анонсу iPad, OpenFeint працювала над розширенням системи для цього пристрою. 15 вересня 2010 OpenFeint оголосила наміри про підтримку Android. У квітні 2011 японська компанія GREE, Inc. купила OpenFeint за $104 мільйонів доларів США. На 31 серпня 2011 року у системі зареєстровано 115 мільйонів користувачів 